# Журавлёвка (Новосибирская область)
Журавлёвка — посёлок в Куйбышевском районе Новосибирской области. Входит в состав Веснянского сельсовета.

## География
Площадь посёлка — 27 гектаров.

## История
В 1976 году указом Президиума Верховного Совета РСФСР посёлку фермы № 4 свиносовхоза «Куйбышевский» присвоено наименование Журавлёвка.

## Население
| 2002 | 2007 | 2010 |
| ---- | ---- | ---- |
| 54   | ↗56  | ↘34  |

## Инфраструктура
В посёлке по данным на 2007 год отсутствует социальная инфраструктура.